# Stenophrixothrix pseudomandibularis
Stenophrixothrix pseudomandibularis är en skalbaggsart som beskrevs av Wittmer 1988. Stenophrixothrix pseudomandibularis ingår i släktet Stenophrixothrix och familjen Phengodidae. Inga underarter finns listade i Catalogue of Life.